# Ngaoundéré
Ngaoundéré es una ciudad de Camerún, capital de la Región de Adamaua. Se ubica en el departamento de Vina y desde 2008 está constituida como una comunidad urbana que agrupa tres comunas urbanas.
En 2005 tenía una población de 152 700 habitantes.
Se ubica sobre la carretera N1, unos 400 km al noreste de la capital nacional Yaundé.
La ciudad fue fundada en torno a 1835 por el líder fulani Ardo Njobdi. Desde 1993 alberga la Universidad de Ngaoundéré. También se halla junto a la ciudad el Aeropuerto de Ngaoundéré.

## Organización administrativa
A diferencia del resto de la región, Ngaoundéré no está incluida en una comuna rural sino que tiene un régimen administrativo especial. Forma desde el 17 de enero de 2008 una comunidad urbana que agrupa en su territorio tres arrondissements que funcionan como comunas urbanas. Cada una de ellas agrupa partes de la ciudad y un conjunto de pueblos. Las comunas urbanas y sus pueblos son:
| Ngaoundéré Ier - Sur de la ciudad - Béka - Djaoro Léndjouk - Djaoro Nana - Djaoro Sambo - Kantalan - Longtré - Malat - Marma - Mbalam - Mbi Djoro - Wakwa | Ngaoundéré IIe - Norte de la ciudad - Laodam - Maloumri | Ngaoundéré IIIe - Universidad - Ganboukou - Korianga - Léré |

## Clima
| Parámetros climáticos promedio de Ngaoundéré (1961–1990, extremes 1928–present) | Parámetros climáticos promedio de Ngaoundéré (1961–1990, extremes 1928–present) | Parámetros climáticos promedio de Ngaoundéré (1961–1990, extremes 1928–present) | Parámetros climáticos promedio de Ngaoundéré (1961–1990, extremes 1928–present) | Parámetros climáticos promedio de Ngaoundéré (1961–1990, extremes 1928–present) | Parámetros climáticos promedio de Ngaoundéré (1961–1990, extremes 1928–present) | Parámetros climáticos promedio de Ngaoundéré (1961–1990, extremes 1928–present) | Parámetros climáticos promedio de Ngaoundéré (1961–1990, extremes 1928–present) | Parámetros climáticos promedio de Ngaoundéré (1961–1990, extremes 1928–present) | Parámetros climáticos promedio de Ngaoundéré (1961–1990, extremes 1928–present) | Parámetros climáticos promedio de Ngaoundéré (1961–1990, extremes 1928–present) | Parámetros climáticos promedio de Ngaoundéré (1961–1990, extremes 1928–present) | Parámetros climáticos promedio de Ngaoundéré (1961–1990, extremes 1928–present) | Parámetros climáticos promedio de Ngaoundéré (1961–1990, extremes 1928–present) |
| Mes                                                                             | Ene.                                                                            | Feb.                                                                            | Mar.                                                                            | Abr.                                                                            | May.                                                                            | Jun.                                                                            | Jul.                                                                            | Ago.                                                                            | Sep.                                                                            | Oct.                                                                            | Nov.                                                                            | Dic.                                                                            | Anual                                                                           |
| ------------------------------------------------------------------------------- | ------------------------------------------------------------------------------- | ------------------------------------------------------------------------------- | ------------------------------------------------------------------------------- | ------------------------------------------------------------------------------- | ------------------------------------------------------------------------------- | ------------------------------------------------------------------------------- | ------------------------------------------------------------------------------- | ------------------------------------------------------------------------------- | ------------------------------------------------------------------------------- | ------------------------------------------------------------------------------- | ------------------------------------------------------------------------------- | ------------------------------------------------------------------------------- | ------------------------------------------------------------------------------- |
| Temp. máx. abs. (°C)                                                            | 36.0                                                                            | 38.0                                                                            | 39.0                                                                            | 39.0                                                                            | 38.0                                                                            | 33.0                                                                            | 37.4                                                                            | 30.5                                                                            | 32.0                                                                            | 37.0                                                                            | 35.0                                                                            | 36.0                                                                            | 39.0                                                                            |
| Temp. máx. media (°C)                                                           | 30.1                                                                            | 31.6                                                                            | 32.1                                                                            | 30.6                                                                            | 28.9                                                                            | 27.4                                                                            | 26.2                                                                            | 26.2                                                                            | 27.0                                                                            | 28.5                                                                            | 29.6                                                                            | 30.0                                                                            | 29.0                                                                            |
| Temp. media (°C)                                                                | 20.5                                                                            | 22.2                                                                            | 24.1                                                                            | 24.1                                                                            | 23.1                                                                            | 22.1                                                                            | 21.5                                                                            | 21.5                                                                            | 21.7                                                                            | 22.1                                                                            | 20.9                                                                            | 20.4                                                                            | 22.0                                                                            |
| Temp. mín. media (°C)                                                           | 10.9                                                                            | 12.8                                                                            | 16.1                                                                            | 17.7                                                                            | 17.4                                                                            | 16.9                                                                            | 16.7                                                                            | 16.8                                                                            | 16.4                                                                            | 15.8                                                                            | 13.6                                                                            | 10.7                                                                            | 15.2                                                                            |
| Temp. mín. abs. (°C)                                                            | 4.0                                                                             | 7.0                                                                             | 8.3                                                                             | 12.5                                                                            | 11.0                                                                            | 11.0                                                                            | 11.5                                                                            | 12.0                                                                            | 12.0                                                                            | 9.2                                                                             | 6.7                                                                             | 6.0                                                                             | 4.0                                                                             |
| Precipitación total (mm)                                                        | 0.8                                                                             | 1.1                                                                             | 39.2                                                                            | 136.6                                                                           | 183.9                                                                           | 226.6                                                                           | 268.6                                                                           | 279.6                                                                           | 236.9                                                                           | 117.7                                                                           | 5.7                                                                             | 0.0                                                                             | 1496.7                                                                          |
| Días de precipitaciones (≥ 1.0 mm)                                              | 0                                                                               | 0                                                                               | 4                                                                               | 14                                                                              | 19                                                                              | 21                                                                              | 24                                                                              | 23                                                                              | 23                                                                              | 15                                                                              | 1                                                                               | 0                                                                               | 144                                                                             |
| Horas de sol                                                                    | 286.4                                                                           | 258.7                                                                           | 235.4                                                                           | 195.5                                                                           | 195.4                                                                           | 165.7                                                                           | 128.0                                                                           | 127.8                                                                           | 139.0                                                                           | 184.0                                                                           | 264.1                                                                           | 291.4                                                                           | 2471.4                                                                          |
| Humedad relativa (%)                                                            | 33                                                                              | 30                                                                              | 44                                                                              | 72                                                                              | 77                                                                              | 81                                                                              | 83                                                                              | 82                                                                              | 81                                                                              | 75                                                                              | 55                                                                              | 47                                                                              | 63                                                                              |
| Fuente n.º 1: NOAA, Meteo Climat (record highs and lows)                        |                                                                                 |                                                                                 |                                                                                 |                                                                                 |                                                                                 |                                                                                 |                                                                                 |                                                                                 |                                                                                 |                                                                                 |                                                                                 |                                                                                 |                                                                                 |
| Fuente n.º 2: Deutscher Wetterdienst (humidity, 1954–1967)                      |                                                                                 |                                                                                 |                                                                                 |                                                                                 |                                                                                 |                                                                                 |                                                                                 |                                                                                 |                                                                                 |                                                                                 |                                                                                 |                                                                                 |                                                                                 |